# 狩俣昌也
狩俣 昌也（かりまた まさや、1988年〈昭和63年〉4月28日 - ）は、日本のプロバスケットボール選手。沖縄県宮古島市出身。ポジションはポイントガード。B.LEAGUE・長崎ヴェルカに所属している。
2012年、bjリーグの千葉ジェッツと選手契約を結び、プロ選手となる。2013年には琉球ゴールデンキングスに移籍し、2013-14シーズンの優勝メンバーとなった。2014年に福島ファイヤーボンズに移籍し、2014-15シーズンのMIP賞に選ばれた。
2021-22シーズンより長崎ヴェルカに所属。共同キャプテンとしてチームをB3優勝、B2昇格まで引っ張り、個人でもB3 2021-22シーズンの年間ベスト5に選出された。2022-23シーズンはB2のスリーポイント王を獲得した。

## 来歴
沖縄県宮古島市出身。宮古島市立狩俣中学校在籍時には2003年ジュニアオールスター県代表に選出された経験を持つ。興南高校3年生時の2006年にインターハイに出場。国際武道大学を経て、千葉エクスドリームスに入団。
2012年、bjリーグの千葉ジェッツに入団。2012-13シーズン12月22日の横浜ビー・コルセアーズ戦で先発起用されるなどシーズン途中から出場機会を増やし、レギュラーシーズン32試合に出場した。シーズン終了後に退団。
2013-14シーズンはbjリーグの琉球ゴールデンキングスと契約し、優勝に貢献。シーズン終了後に退団。
2014-15シーズンは新規参入チームの福島ファイヤーボンズと契約
。チームの中心選手としてレギュラーシーズン全52試合にスターターで出場。前シーズンよりプレータイムが大幅に増加し、リーグ1位の1977分を記録する。得点もリーグ日本人3位の15.1得点を記録し、このシーズンのMIP賞を受賞した。
2015-16シーズンも福島に残留した狩俣は、引き続き全52試合に先発出場し、1試合平均13.1得点、4.7アシストを記録する。シーズン終了後、Bリーグの発足に伴い全チームの選手が自由契約になることを機に、狩俣は福島との契約を更新せず、シーホース三河に移籍した。
2016-19はシーホース三河に、2019-21は滋賀レイクスターズに所属した。
2021-22は設立初年度のB3リーグ 長崎ヴェルカに移籍。髙比良寛治、ジェフ・ギブスとともに2021-22シーズンのキャプテンに就任し、B3優勝B2昇格までチームを牽引した。個人としてもスリーポイント成功率がリーグ2位になるなど活躍し、年間ベスト5を受賞した。
2022-23はB.LEAGUE ALL-STAR GAME 2023においてB.LEAGUE推薦枠で選出され、B.WHITEのメンバーとして出場。B2レギュラーシーズンではスリーポイント王を獲得するなど、チームのB1昇格に大きく貢献した。

## 人物

### 滋賀の皆さん俺います。
滋賀レイクスターズは2019-20シーズンに勝率5割を超えるシーズンを送っていた。しかし、新型コロナウイルスの感染拡大によりシーズンが中止になるとチームは財政難に陥りキャプテンであった狩野祐介をはじめとする2019-20シーズンの主力選手の大半が他強豪チームへと移籍した。チームは異例の選手大量移籍に関する声明を発表する事態となった。Twitterでも発信されたこの声明には伊藤大司、横江豊、大塚裕土、高畠佳介、中西良太、高濱拓矢、井上裕介、岡田優介、お笑いコンビ麒麟の田村裕、AKB48チーム8の濵咲友菜といった多方面から反響が寄せられた。
声明が発表された5月28日、事前に契約継続を発表していた狩俣昌也も自身のTwitterで「滋賀の皆さん俺います。」とコメントした。このコメントはブースターの落ち込んだ気持ちを晴らすきっかけとなり苦しいシーズンとなる2020-21シーズンに寄り添った。

## 個人成績

### レギュラーシーズン
| シーズン   | チーム | GP | GS | MPG   | FG%  | 3P%  | FT%  | RPG | APG | SPG  | BPG  | TO   | PPG  |
| ---------- | ------ | -- | -- | ----- | ---- | ---- | ---- | --- | --- | ---- | ---- | ---- | ---- |
| bj 2012-13 | 千葉   | 32 | 4  | 6.2   | .286 | .143 | .750 | 0.6 | 0.8 | 0.6  | 0    | 0.8  | 1.1  |
| bj 2013-14 | 沖縄   | 51 | 6  | 11.7  | .373 | .337 | 1.00 | 1.4 | 0.7 | 0.6  | 0.1  | 0.7  | 2.7  |
| bj 2014-15 | 福島   | 52 | 52 | 38.0  | .363 | .352 | .768 | 3.2 | 4.4 | 1.8  | 0.1  | 2.6  | 15.1 |
| bj 2015-16 | 福島   | 52 | 52 | 34.6  | .332 | .319 | .832 | 2.8 | 4.7 | 1.6  | 0.1  | 3.0  | 13.1 |
| B1 2016-17 | 三河   | 54 | 20 | 16:25 | .341 | .354 | .722 | 1.6 | 1.1 | 0.52 | 0.06 | 0.65 | 4.1  |
| B1 2017-18 | 三河   | 55 | 20 | 12:22 | .364 | .359 | .917 | 0.9 | 1.6 | 0.42 | 0.02 | 0.36 | 3.2  |
| B1 2018-19 | 三河   | 53 | 0  | 14:03 | .356 | .362 | .625 | 0.9 | 1.5 | 0.42 | 0.02 | 0.40 | 2.9  |
| B1 2019-20 | 滋賀   | 41 | 0  | 15:23 | .320 | .247 | .643 | 0.0 | 1.8 | 0.6  | 0.0  | 0.90 | 3.2  |
| B1 2020-21 | 滋賀   | 59 | 59 | 26:04 | .381 | .333 | .827 | 2.1 | 3.0 | 0.9  | 0.0  | 1.24 | 8.0  |
| B3 2021-22 | 長崎   | 43 | 42 | 22    | .464 | .447 | .778 | 1.8 | 4.1 | 1.2  | 0    | 1.3  | 8.8  |
| B2 2022-23 | 長崎   | 60 | 57 | 22:26 | .457 | .408 | .690 | 1.9 | 4.2 | 0.9  | 0    | 1.2  | 8.6  |
| B1 2023-24 | 長崎   | 55 | 36 | 22:20 | .369 | .342 | .786 | 2   | 3.5 | 1.2  | 0    | 1.6  | 6    |
| B1 2024-25 | 長崎   | 57 | 16 | 18:43 | .433 | .433 | .700 | 1.1 | 0.9 | 0.7  | 0.0  | 0.6  | 4.6  |

### ポストシーズン
| シーズン      | チーム | GP | GS | MPG   | FG%  | 3P%  | FT%   | RPG | APG | SPG | BPG | TO  | PPG  |
| ------------- | ------ | -- | -- | ----- | ---- | ---- | ----- | --- | --- | --- | --- | --- | ---- |
| B1 2016-17 CS | 三河   | 5  | 2  | 05:57 | .200 | .250 | .000  | 0.4 | 0.2 | 0.4 | 0.0 | 0.2 | 0.6  |
| B1 2017-18 CS | 三河   | 4  | 0  | 09:24 | .000 | .000 | .000  | 0.5 | 0.8 | 0.0 | 0.0 | 0.5 | 0.0  |
| B2 2022-23 PO | 長崎   | 7  | 7  | 29:30 | .490 | .474 | 1.000 | 1.9 | 5.0 | 1.1 | 0.0 | 1.6 | 10.0 |

### アーリーカップ
| シーズン | チーム | GP | GS | MPG   | FG%  | 3P%  | FT%  | RPG | APG | SPG | BPG | TO  | PPG |
| -------- | ------ | -- | -- | ----- | ---- | ---- | ---- | --- | --- | --- | --- | --- | --- |
| EC 2018  | 三河   | 2  | 0  | 02:58 | .000 | .000 | .000 | 1.5 | 0.0 | 0.0 | 0.0 | 1.0 | 0.0 |
| EC 2019  | 滋賀   | 1  | 0  | 10:06 | .000 | .000 | .000 | 2.0 | 3.0 | 3.0 | 0.0 | 1.0 | 0.0 |